# Eure (aviso)
Pour les articles homonymes, voir Eure.
L'Eure est un aviso de transport à hélice lancé en 1886 par la Marine française. C'est le navire qui a assuré les prises de possessions françaises dans le sud de l'océan Indien, dont celle des îles Kerguelen en 1893, avant de poursuivre sa carrière jusqu'en 1901 au sein de la Flotte française du Pacifique.

## Histoire
La construction de l'aviso de transport Eure commence en 1886 aux Ateliers et chantiers du Havre. Il fait alors partie d'une commande, passée en 1885, comprenant sept autres avisos – les Meurthe, Drôme, Aube, Durance, Rance, Vaucluse et Manche – conçus sur un concept mixte de propulsion à voile (trois mâts) et par une chaudière au charbon. L'Eure est lancé le 5 avril 1886 et armé le 14 août 1890 à Rochefort, qui est son port d'attache.
Sur décision du président Sadi Carnot, l’Eure doit mener une tournée de prises de possessions solennelles pour la France dans les terres australes françaises. Le 1er janvier 1893, l'Eure entre dans la baie de l'Oiseau au nord des îles Kerguelen et son commandement, le capitaine de frégate Louis Édouard Paul Lieutard (1842-1902), organise le lendemain à Port-Christmas une cérémonie officielle au cours de laquelle une plaque en cuivre portant l'inscription « EURE - 1893 » est déposée sur le site avant de renouveler durant quinze jours ces opérations en différents lieux de l'archipel,. L'Eure poursuit ses prises de possession à l'île Saint-Paul le 22 janvier 1893 puis à l'île Amsterdam le 24 janvier avant de rentrer à La Réunion et à Madagascar.
Sous le commandement d'Alphonse Lecuve, l'Eure entreprend en 1897 un voyage en Nouvelle-Guinée, puis à Brisbane en Australie, et finalement à Nouméa en Nouvelle-Calédonie. Elle fait dès lors l'essentiel de sa carrière dans la Flotte française du Pacifique.
L'aviso est désarmé 8 mars 1901.

## Commandants du navire
- 1891-1897 : capitaine de frégate Louis Édouard Paul Lieutard
- 1897-1898 : capitaine de frégate Alphonse Lecuve
- Août-octobre 1899 (intérim) : capitaine Jules-Théophile Docteur
- 1899-1901 : capitaine de frégate Emmanuel-Yves Vallée

## Philatélie
Un timbre des TAAF d'une valeur faciale de 3,20 francs représentant L'Eure a été émis le 1er janvier 1987 (tirage de 160 000 exemplaires).